# Erigone viabilis
Erigone viabilis är en spindelart som beskrevs av Chamberlin och Ivie 1933. Erigone viabilis ingår i släktet Erigone och familjen täckvävarspindlar. Inga underarter finns listade i Catalogue of Life.